# باول كاميرون
باول كاميرون هو مصور سينمائي كندي، ولد في 30 مايو 1958 في مونتريال في كندا.

## وصلات خارجية
- باول كاميرون على موقع IMDb (الإنجليزية)
- باول كاميرون على موقع ألو سيني (الفرنسية)
- باول كاميرون على موقع أول موفي (الإنجليزية)
- باول كاميرون على موقع بوكس أوفيس موجو (الإنجليزية)
- باول كاميرون على موقع قاعدة بيانات الأفلام السويدية (السويدية)
- باول كاميرون على موقع قاعدة بيانات الفيلم (الإنجليزية)
- باول كاميرون على موقع كينوبويسك (الروسية)